# 婚約指環
『婚約指環』（エンゲージ・リング）は、1950年の日本映画。松竹の木下恵介監督作品。

## キャスト
- 宇野重吉（九鬼道雄）
- 田中絹代（九鬼典子）
- 三船敏郎（江間猛）
- 薄田研二（九鬼哲也）
- 吉川満子（ばあや）
- 増田順二（番頭）
- 高松栄子（おかみさん）
- 音羽久子（車掌）
- 鈴木彰三（少年店員）
- 津村準（守衛）

## スタッフ
- 製作：木下恵介、桑田良太郎
- 監督：木下恵介
- 脚本：木下恵介
- 撮影：楠田浩之
- 美術：森幹男
- 音楽：木下忠司
- 録音：大野久男
- 照明：豊島良三
- 編集：杉原与志